# Boćarski klub Vid
Boćarski klub "Vid" (skraćeni naziv: BK "Vid") iz Belog Manastira osnovan je 2004. godine na inicijativu Bariše Borasa, predsjednika i voditelja kluba. Ime je dobio po naselju  Vid kod Metkovića u dolini Neretve odakle se 80-ih godina 20. stoljeća Boras preselio u Beli Manastir.
Klub se natječe u Trećoj međužupanijskoj ligi - Istok. Kako u Belom Manastiru nema boćarskog terena, BK "Vid" svoje suparnike ugošćuje na boćarskom igralištu u Čemincu.
Izvor: 
- M(arijan) Belčić: "BK Vid još uvijek jedini baranjski predstavnik", Baranjski dom, I, 13, 22 - Beli Manastir, 28-30. IV. 2006.